# 네팔 의회당
네팔 의회당(네팔어: नेपाली कांग्रेस, 영어: Nepali Congress, NC)은 네팔의 정당으로, 단순히 콩그레스당으로도 불린다. 사회 민주주의 정당으로, 사회주의 인터내셔널의 정식 회원이기도 하다.

## 역사
네팔의 민주화를 주도하고 국왕 독재 시대에는 지하 활동을 해왔으며, 1990년의 민주화 이후 자주 정권을 담당해 온 유력 정당 중 하나이다. 2008년 7월 21일 당 총서기의 람 바란 야다브가 공화제 네팔 초대 대통령에 당선됐다.
2013년 11월 19일에 제헌 의회 선거에서 196석을 획득하여, 제 1당으로 올라섰다. 이 선거를 이어 2014년 2월 10일 수실 코이랄라 당수가 총리에 취임하여 네팔 공산당 (통합 마르크스-레닌주의)과의 연립 정권이 발족했다.
공식 사이트에서 발표되는 Nepali Congress Manifesto: Highlights (2056)에 따르면, 회의 주의자는 1947년에 설립되었으며, 1957년에는 사회 민주주의를 채용하였다. 민족주의 · 민주주의 · 사회주의를 표방하고 평등과 사회 정의에 따라 공정한 분배에 의한 경제 발전을 목표로하고 있다.